# Джек і Джилл
«Джек і Джилл» (англ. Jack & Jill) — американська кінокомедія, знята режисером Деннісом Дуганом у 2011 році. Співавтор сценарію та виконавець головних ролей брата та сестри близнят — Адам Сендлер.
Фільм вироблений кінокомпанією Columbia Pictures, бюджет склав близько $79 млн. Світова прем'єра відбулася 11 листопада 2011 року (Канада, Мексика, США), в Україні — 2 лютого 2012 року. Прем'єрний прокат приніс продюсерам майже 180 млн доларів.
Попри те, що в головних ролях знялися Адам Сендлер, Кеті Голмс, Аль Пачіно та багато інших кінозірок, «Джек і Джилл» став першим в історії фільмом, який нагороджений антипремією «Золота малина» в усіх десяти категоріях, включно з найгіршим фільмом та найгіршими актором і акторкою (обидві категорії — Адам Сендлер).

## Сюжет
Джек, успішний працівник рекламного агентства, щасливо живе з красунею дружиною і дітьми в Лос-Анджелесі. Він боїться тільки однієї події в році — приїзду на День подяки своєї сестри-близнючки Джилл. Приїхавши в черговий раз в гості до брата, Джилл перевернула його спокійне життя з ніг на голову і, схоже, їхати додому в Бронкс не поспішає.

## У ролях
- Адам Сендлер — Джек та Джилл Садельстейн
- Кеті Голмс — Ерін Садельстейн
- Аль Пачіно — в ролі самого себе
- Тім Медоуз — Тед
- Сантьяго Сегура — Едуардо
- Нік Свардсон — Тодд
- Роган Чанд — Гері
- Дена Карві — ляльковик
- Наталі Гал — тренер
- Крістін Девіс — Делайла
- Шакіл О'Ніл
- Валері Махаффей — Бітсі
- Фатіма Хассан — медсестра
- Джонні Депп — в ролі самого себе

## Цікаві факти
- За роль у фільмі Адам Сендлер отримав $ 20 млн.